# Eléni Furéira
Eleni Foureira (görögül: Ελένη Φουρέιρα, születési nevén: Entela Fureraj) (Fier, 1987. március 7. –) albán származású, görög énekesnő, színész és táncos. Ő képviselte Ciprust a 2018-es Eurovíziós Dalfesztiválon, Lisszabonban, a Fuego című dallal. A versenyen második helyezett lett, ezzel Ciprus legjobb eredményét érte el az Eurovíziós Dalfesztiválon. Egyike a legnépszerűbb énekeseknek Görögországban illetve Cipruson.

## Magánélete
Eleni Albániában született Entela Fureraj néven. Édesanyja varrónő, édesapja építőiparban dolgozik. Három testvére van; Ioanna, Margarita és Giorgos, nagyapja Görögországból származik. Keleti ortodox hitben nőtt fel. Négyéves korában a család Vlora városába költözött, majd az 1997-es albán polgárháború miatt Görögországba emigráltak. Miközben Albániában éltek, a családnak csak napi két órája volt áramhasználatra. Görögországba érve Athénban telepedtek le. 
Foureira fiatalon elkezdett zenélni, gitározni tanult, majd három évig színházban dolgozott.

## Zenei karrierje

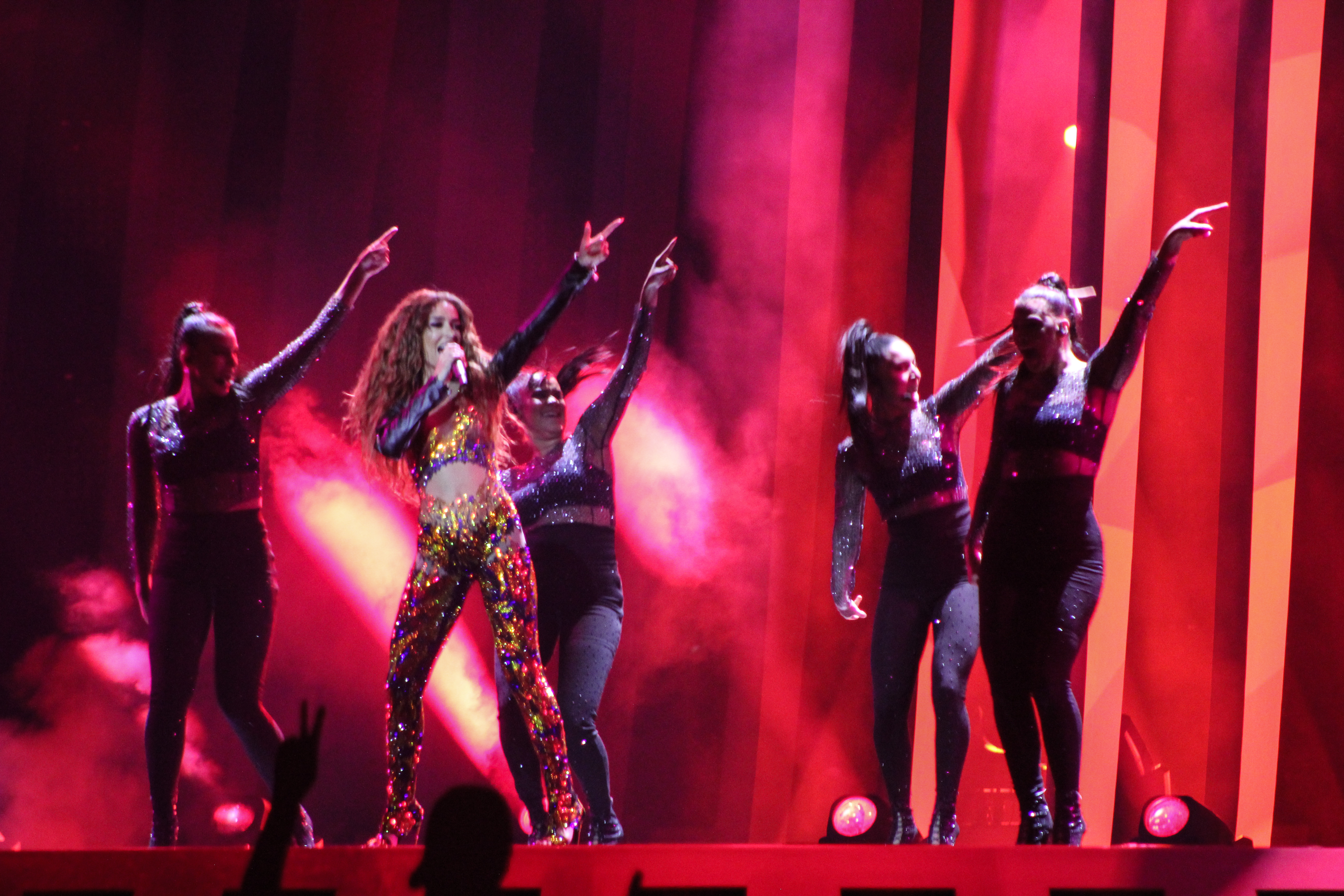

Eleni pályafutása 2007-ben indult a Mystique nevű görög lánycsapat tagjaként. 2009-ben a csapat feloszlása után kezdett szólókarrierbe.
Régóta szeretné képviselni a görög színeket az Eurovízión. Először a 2010-es nemzeti döntőben szerepelt, ahol a második helyet szerezte meg. 2016-ban és 2017-ben is jelentkezett, de egyik évben sem nyert. 2018 februárjában belső kiválasztással őt jelölték Ciprus képviseletére, eurovíziós dalának címe Fuego.
A 2018-as Eurovíziós Dalfesztiválon második helyezést ért el, amely Ciprusnak a legjobb eredménye a fesztivál történetében.